# التوجه الجنسي والخدمة العسكرية

المثليات،المثليين، مزدوجي الميل الجنسي، والمتحولين جنسيًا يمكنهم الالتحاق بالخدمة العسكرية
المثليين، مزدوجي الميل الجنسي، والمتحولين جنسيًا يمكنهم الالتحاق بالخدمة العسكرية
المثليات،المثليين، مزدوجي الميل الجنسي يمكنهم الالتحاق بالخدمة العسكرية
المثليين، مزدوجي الميل الجنسي يمكنهم الالتحاق بالخدمة العسكرية
سياسة غامضة أو مشروطة
يحظر المثليين من الخدمة
لا جيش
لا توجد بيانات عن خدمة المثليين

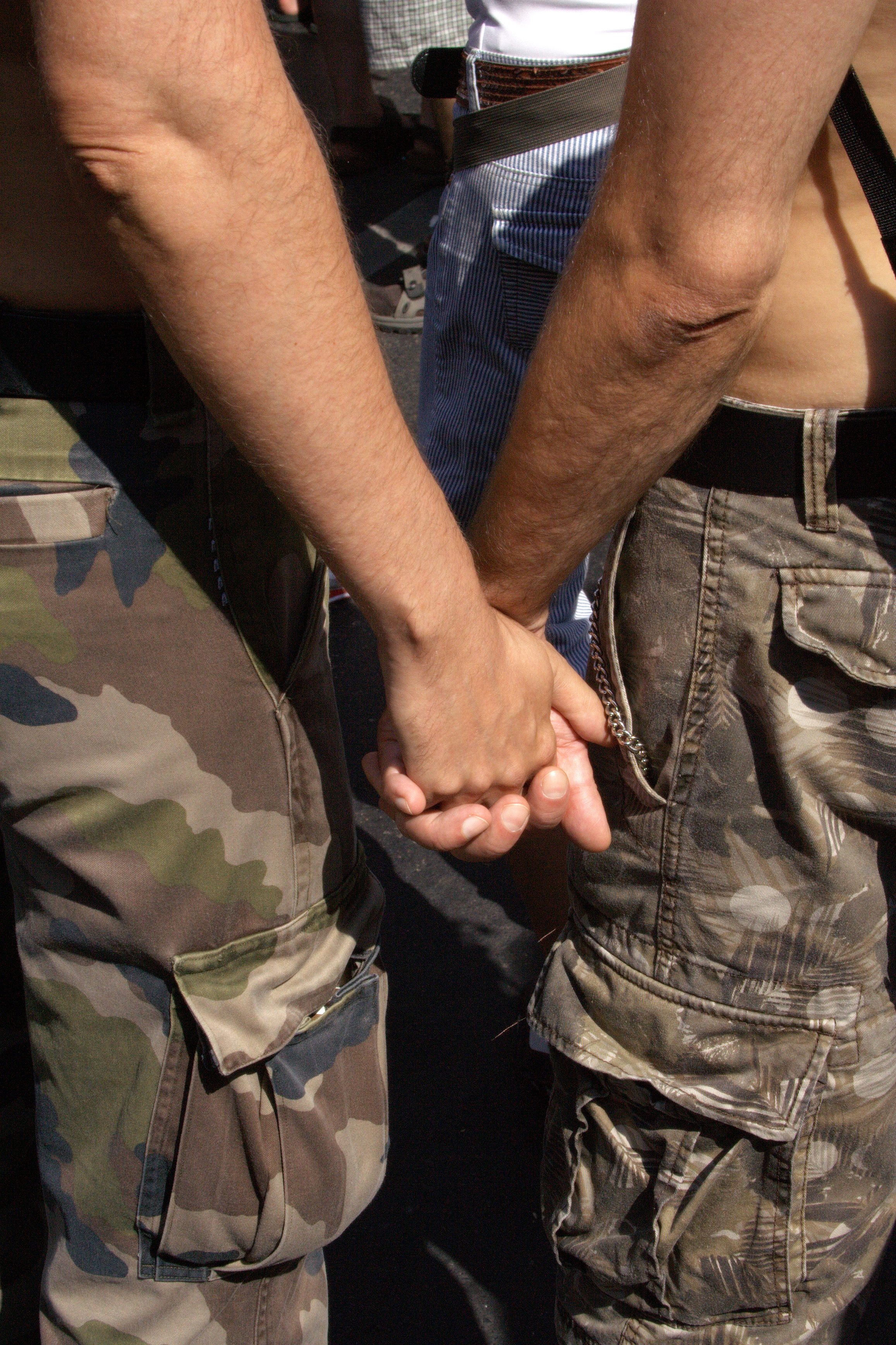
مثليين في السراويل العسكرية يمسكان بأيدي بعضهما البعض في برلين عام 2006.

الأشخاص المثليات، المثليين، مزدوجي الميل الجنسي، والمتحولين جنسيًا (مجتمع الميم) قادرين على الخدمة في القوات المسلحة لبعض البلدان في جميع أنحاء العالم: الغالبية العظمى من الصناعية والبلدان الغربية، بالإضافة إلى البرازيل , تشيلي، جنوب أفريقيا، إسرائيل وكوريا الجنوبية.
هذا يواكب أحدث الأرقام العالمية على قبول المثليين، والتي تشير إلى أن تسامح المجتمعات مع المثليين أصبحت أكثر انتشارا فقط في البلدان العلمانية والغنية.
تعد الحقوق الخاصة بالأفراد ثنائيي الجنس مبهمة أكثر.
يواكب هذا الأمر أحدث الإحصائيات العالمية حول قبول المثلية، ما يشير إلى أن قبول مجتمعات الميم يصبح أكثر انتشارًا في الدول العلمانية الغنية فقط.
ومع ذلك، فإن سياسة القبول تجاه الجنود المثليين والمثليات لا تضمن دائمًا أن يكون مواطنو مجتمع الميم محميين من التمييز في هذا المجتمع بالذات. حتى في البلدان التي تمنح أفراد الميم حرية الانضمام للجيش، يندب الناشطون بأنه ما يزال هناك مجال للتحسين. فإسرائيل على سبيل المثال، بلد يكافح لتطبيق سياسة مجتمع الميم الإيجابي الاجتماعية، ومع ذلك، فإن جيشها مشهور بقبوله الواسع للجنود المثليين علنًا.
شهد التاريخ مجتمعاتٍ تبنت وأخرى تجنبت خدمة الأفراد المثليين علنًا في الجيش. لكن في الآونة الأخيرة، دفعت جلسات الاستماع البارزة لعام 2010 حول سياسة «لا تسأل، لا تقل» في الولايات المتحدة بالقضية لتصبح مركز الاهتمام العالمي. وألقت الضوء أيضًا على التمييز الروتيني والعنف والصعوبات التي تواجه الجنود المصنفين من مجتمع الميم، بالإضافة إلى الحجج المؤيدة والمعارضة لفرض الحظر على خدمتهم.

## مؤشر خدمة مجتمع الميم في الجيش
مؤشر خدمة مجتمع الميم في الجيش هو مؤشر وضعه مركز لاهاي للدراسات الاستراتيجية، يستخدم 19 سياسة إرشادية وأفضل الممارسات لتصنيف أكثر من مئة دولة حول إدخال الجنود المثليين والمثليات ومتحولي الجنس وأحرار الجنس في القوات المسلحة. تبرز البلدان ذات التصنيف الأعلى، بالأخص تلك الموجودة في القمة، لجهودها المتناسقة المتعددة في تعزيز إدخال الجنود المثليين والمثليات. وتتواجد في كثير منها منظمات الدعوة والدعم الخاص. وعلى العكس، تظهِر البلدان في ذيل القائمة نقصًا في الرغبة بتعزيز إدخال أفراد مجتمع الميم في الجيش.

## تاريخ التوجه الجنسي في الجيش
عبر التاريخ، تواجدت حضارات عديدة نظرت بشكل إيجابي للسلوك المثلي في الجيش. ولربما يكون أشهر مثال على ذلك ما عُثِر عليه في اليونان القديمة وروما. إذ شُجَع على السلوك المثلي بين الجنود لأنه كان يُعتقَد أن ذلك يزيد من تماسك الوحدة والروح المعنوية والشجاعة. كانت فرقة ثيفا المقدسة وحدة عسكرية من عام 378 قبل الميلاد مؤلفة من ذكور عشاق عُرِفوا بفعاليتهم في المعركة. كان الحب المثلي شائعًا أيضًا بين صفوف الساموراي في اليابان، ومورس بين البالغ ومتدرب أصغر سنًا.
ومع ذلك، اعتُبر السلوك المثلي جريمة جنائية وفقًا للقانون المدني والعسكري في معظم البلدان على مر التاريخ. هناك العديد من الروايات عن محاكمات وإعدام أعضاء فرسان الهيكل في القرن الرابع عشر والبحارة البريطانيين خلال حروب نابليون بسبب المثلية. فُرِض الحظر الرسمي على خدمة المثليين في الجيش لأول مرة في بدايات القرن العشرين. فرضت الولايات المتحدة حظرًا أثناء تنقيح مواد الحرب لعام 1916، وحظرت المملكة المتحدة المثلية في قوانين الجيش والقوات الجوية لأول مرة في عام 1955. ولكن، لم تفرض بعض الدول، والتي تعد السويد أكثرها شهرة، الحظر على المثلية في الجيش، بل أصدرت توصيات بإعفاء المثليين من الخدمة العسكرية.
لتنظيم المثلية في جيش الولايات المتحدة، استُخدِمت المقابلات والاختبارات الجسدية لتحديد الرجال ذوي السمات الخنثوية أثناء التجنيد. سُرِّح العديد من الجنود المتهمين بالسلوك المثلي، لأنهم «مختلون جنسيًا»، على الرغم من أن عدد الإعفاءات تضاءل بشكل كبير خلال أوقات الحرب.
يتجذر الأساس المنطقي لاستبعاد المثليين والمثليات من الخدمة في الجيش غالبًا في القواعد والقيم الثقافية، وتغير ذلك مع مرور الوقت. في الأصل، كان يُعتقَد أن المثليين غير قادرين جسديًا على الخدمة بفعالية. ركزت الحجة السائدة خلال القرن العشرين على الفعالية العسكرية بصورة أكبر. وأخيرًا، شملت التبريرات الأحدث احتمال نشوب خلاف بين أعضاء الخدمة المثليين والمغايرين جنسيًا وحدوث عداء واستياء لدى المغايرين جنسيًا.
راجعت العديد من البلدان هذه السياسات وسمحت للمثليين والمثليات بالخدمة علنًا في الجيش (على سبيل المثال، إسرائيل في عام 1993 والمملكة المتحدة في عام 2000). يتواجد حاليًا أكثر من 30 دولة، بما في ذلك كل الدول الأعضاء في حلف شمال الأطلسي (الناتو) تقريبًا، تسمح للمثليين والمثليات بالخدمة ونحو 10 دول لا تمنعهم ظاهريًا من الخدمة.
تعد الولايات المتحدة إحدى آخر الدول المتقدمة التي أسقطت الحظر على السماح للمثليين والمثليات بالخدمة علنًا في الجيش حين ألغت سياسة لا تسأل، لا تقل في عام 2010. 

## الخدمة العسكرية للمتحولين جنسيًا
مثل التوجه الجنسي، تتنوع السياسات المنظمة لخدمة المتحولين جنسيًا في الجيش تنوعًا كبيرًا حسب البلد. بناءً على البيانات التي جمعها مركز لاهاي للدراسات الاستراتيجية، يسمح نحو 17 بلدًا حاليًا للمتحولين جنسيًا بالخدمة في جيوشهم. تشمل هذه البلدان: أستراليا، والنمسا، وبلجيكا، وبوليفيا، وكندا، وجمهورية التشيك، والدنمارك، وإستونيا، وفنلندا، وفرنسا، وألمانيا، وإسرائيل، وهولندا، ونيوزيلندا، والنرويج، وإسبانيا، والسويد، والمملكة المتحدة.
في حين أُلغيَت سياسة «لا تسأل، لا تقل» في جيش الولايات المتحدة في عام 2011 سامحةً بالخدمة العلنية للجنود المثليين والمثليات ومزدوجي التوجه الجنسي، ظل المتحولون جنسيًا ممنوعين من الانضمام لجيش الولايات المتحدة. يُنفذ هذا الحظر عبر قوانين الفحص الصحي للتجنيد: «سوابق أو وجود حالات نفسية جنسية (302)، نذكر منها على سبيل المثال لا الحصر: التغيير الجنسي، والاستعرائية، شهوة التلصص، والأنواع الأخرى من الشذوذ الجنسي». على عكس سياسة «لا تسأل، لا تقل»، فهذه السياسة ليست قانونًا مفروضًا من قبل الكونغرس، بل سياسة عسكرية داخلية. على الرغم من ذلك، تشير الدراسات إلى أن ميل الأفراد المتحولين للخدمة في الجيش يعادل ضعفي ميل الأفراد متوافقي الجنس. في استطلاع تابع لكلية كينيدي بجامعة هارفارد حول التمييز القومي للمتحولين جنسيًا عام 2013، أقرّ عشرون بالمئة من المجيبين المتحولين جنسيًا أنهم خدموا في القوات المسلحة، مقابل عشرة بالمئة من المجيبين متوافقي الجنس.
يواجه المحاربون القدامى الأمريكيون من المتحولين جنسيًا صعوبات مؤسسية، بما في ذلك، توفير الرعاية الصحية أثناء الخدمة العسكرية وبعد التسريح الناجم عن تعبيرهم أو هويتهم الجنسية. قد يواجه المحاربون القدامى المتحولون جنسيًا تحديات إضافية، مثل مواجهة معدل أعلى للتشرد ورهن المنزل، ومعدلات أعلى لفقدان الوظائف الناجم مباشرة عن هويتهم المتحولة في أغلب الأحيان، ومعدلات أعلى من عدم التعيين لوظائف معينة بسبب هويتهم الجنسية.

## الخدمة العسكرية لثنائيي الجنس
عيّنت القوات المسلحة الإسرائيلية والأمريكية  والأسترالية أفرادًا ثنائيي الجنس بناءً على طبيعة ظروفهم، لكن التعليمات مبهمة ونادرًا ما يدور حديث عنها.